# Себастијан Бах
Себастијан Филип Бирк (рођен 3. априла 1968) професионално познат као Себастијан Бах — канадски хеви метал певач, који је стекао успех као као фронтмен групе Skid Row из 1987—96. Након његовог одласка из Скид Ров, он је имао много телевизијских улога, наступао у Бродвејској продукцији и води каријеру певача.